# Friedrich Wilhelm Leopold Pfeil
Friedrich Wilhelm Leopold Pfeil ( * 28 de marzo de 1783 , Rammelburg, hoy parte de Friesdorf, Mansfelder Land - 4 de septiembre de 1859 , Cieplice Śląskie-Zdrój, provincia de Silesia) fue un botánico, e ingeniero forestal alemán. Es considerado como una destacada personalidad en cuestiones forestales del norte de Alemania.

## Vida y obra

### Su familia
Friedrich Wilhelm Leopold Pfeil, siempre se hizo llamar Wilhelm Pfeil, provenía de una familia burguesa de Friburgo, más tarde Reino de Sajonia, y que hasta bien entrado el siglo XVI podían encontrarse. Su padre Johann Gottlob Benjamin Pfeil (1732–1800) era magistrado judicial en Grafschaft Mansfeld, su madre Eva Clara Johanna Leonardine Goeckingk († 1792), hermana del escritor y economista Leopold Friedrich Günther von Goeckingk (1748–1828). Wilhelm Pfeil Fue el cuarto de ocho hijos de ese matrimonio.

### Juventud y Educación
Pasó sus primeros años en el Castillo de Schloss von Rammelburg, residencia de los padres. Su padre fue, de hecho, además de sus otras funciones, fue el principal representante de las grandes haciendas de la familia de los barones Frieseschen, entre ellos el castillo donde vivían.

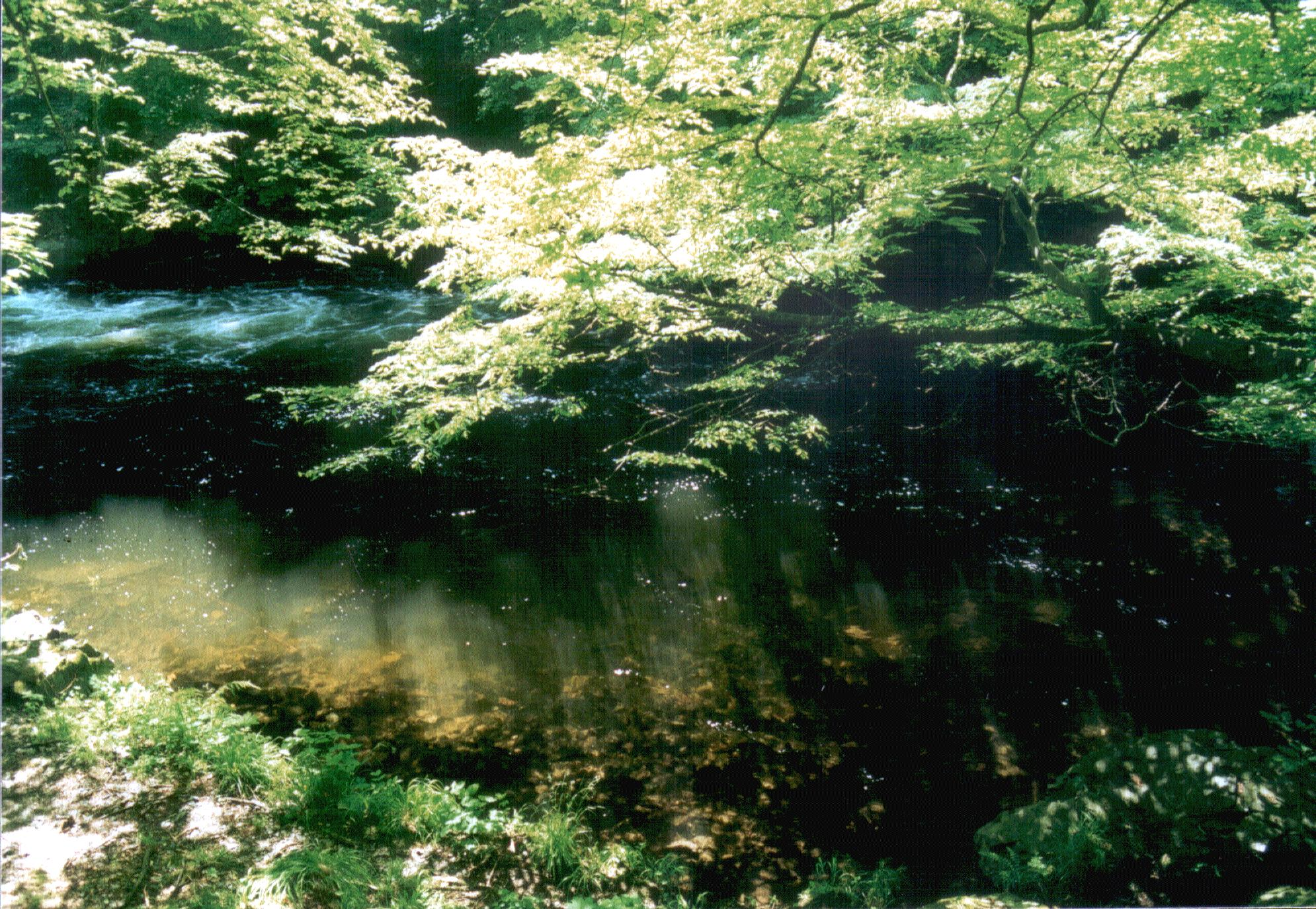
En los bosques que rodean a Thale, completado una parte de su entrenamiento

### Estudios forestales
Después de su aprendizaje con un tío en la granja en Prince Carolath-Beuthen Niederschlesien. Sirvió desde 1804 como asistente técnico forestal en Kleinitz y en Carolath, y desde 1806 como técnico forestal.

### Como profesor
Sus publicaciones también llegaron a Georg Ludwig Hartig quien le prestó atención. En particular, publicó en 1816 Über die Ursachen des schlechten Zustandes der Forsten und die allein möglichen Mittel ihn zu verbessern, mit besonderer Rücksicht auf die Preußischen Staaten. Eine freimütige Untersuchung (Acerca de las causas del mal estado de los bosques y el único medio posible para mejorarlo, con especial referencia a los Estados de Prusia. Un examen sincero).

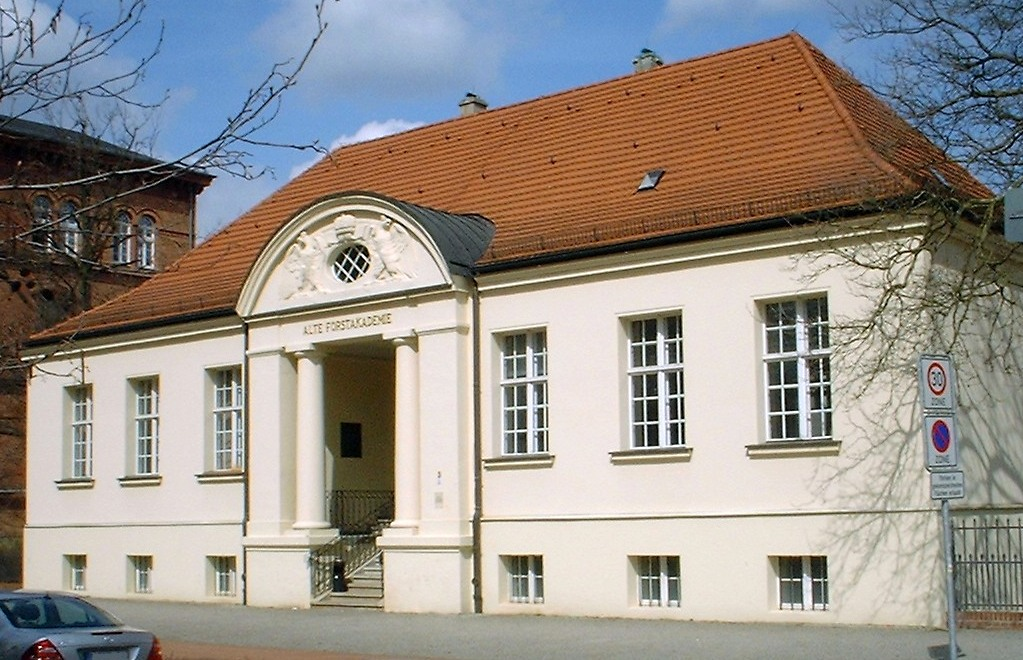
Pfeil en 1830, Forestal de la Escuela Superior, Eberswalde

### Escritores y críticas a la forestación

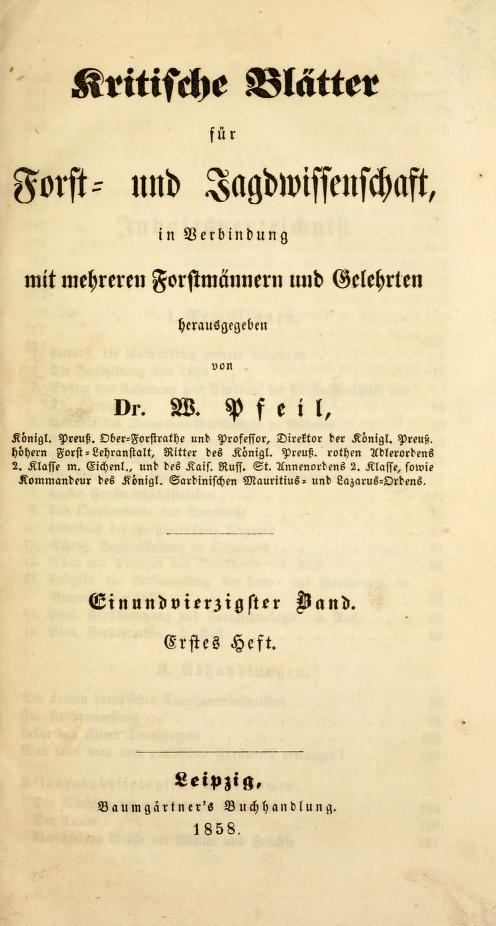
Pfeil gab von 1822 bis 1859 die Fachzeitschrift Kritische Blätter für Forst- und Jagdwissenschaft heraus

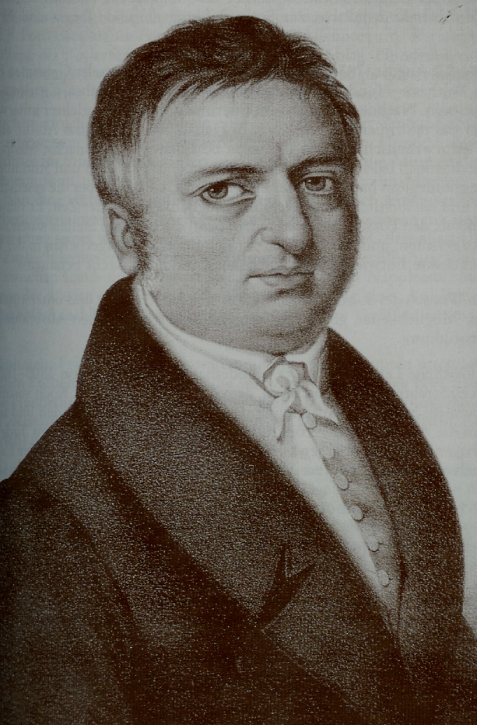
Mit Johann Christian Hundeshagen führte Pfeil einen besonders ausufernden Streit.

### Pfeil como cazador

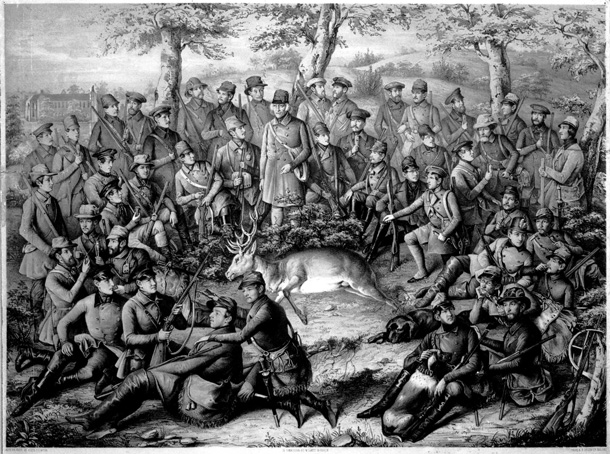
Wilhelm Pfeil y sus alumnos en 1848, Jagd en el bosque de Chorin, Eberswalde. Litografía de E. Meyer.

Tuvo una vida entusiasta y comprometida

## Honores

### Membresías y premios
Wilhelm Pfeil pertenecía a una serie de sociedades científicas nacionales e internacionales como miembro o miembro honorario de, incluso en 1814 por Johann Matthäus Bechstein Sociedad estableció el bosque y la caza de Dreißigacker, desde 1822 la Sociedad Económica de Leipzig y desde 1824 de la Real Sociedad prusiana de Brandemburgo. En 1825 se incorporó a la Sociedad de las leyes de Berlín.

### Monumentos y dedicatorias

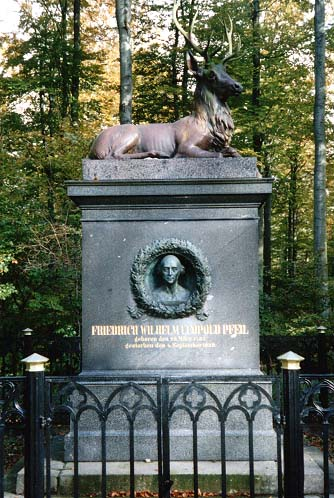
Monumento a Pfeil en Thale

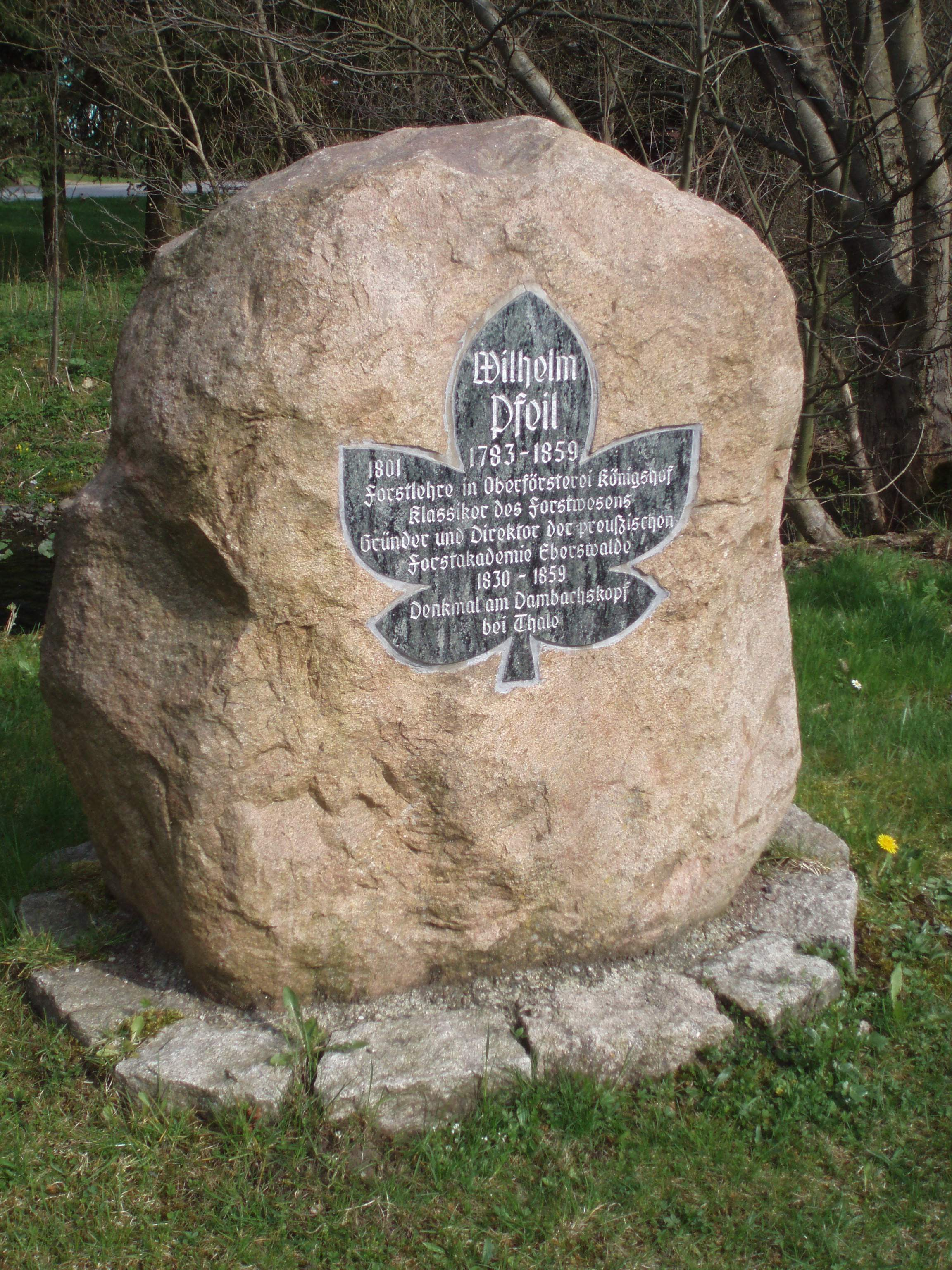
Monumento en Chorzów

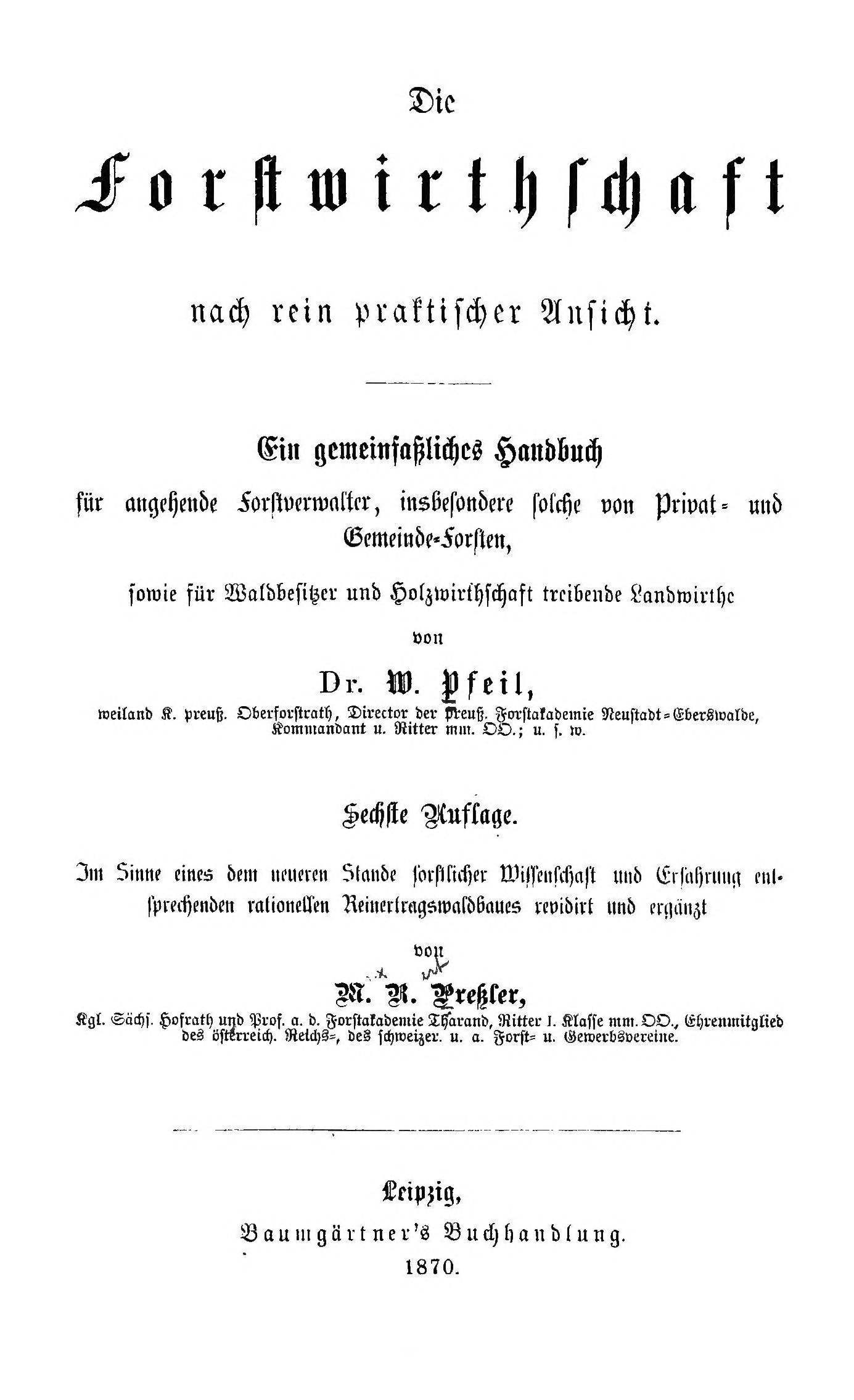
Die Forstwirtschaft nach rein praktischer Ansicht, 6. Edición, actualizada por Max Robert Preßler. Baumgärtner's Buchhandlung, Leipzig 1870

## Selección de escritos

### Publicaciones científicas
- Erfahrungen und Bemerkungen über die Kultur der Waldungen in Schlesien und in den Marken (Las experiencias y observaciones sobre el cultivo de los bosques en Silesia y en las Marken), 1813
- Über die Ursachen des schlechten Zustandes der Forsten und die allein möglichen Mittel ihn zu verbessern, mit besonderer Rücksicht auf die Preußischen Staaten. Eine freimütige Untersuchung (Acerca de las causas del mal estado de los bosques y el único medio posible para mejorarlo, con especial referencia a los Estados de Prusia. Un examen sincero), 1816
- Über forstwissenschaftliche Bildung und Unterricht im allgemeinen mit besonderer Anwendung auf den preußischen Staat (Acerca de los bosques enseñanza de las ciencias y la enseñanza en general, con aplicación en particular al Estado de Prusia), 1820
- Über die Befreiung der Wälder von Servituten (Sobre la exención de los bosques de las servidumbres), 1821
- Vollständige Anleitung zur Behandlung, Benutzung und Schätzung der Forsten. Ein Handbuch für Forstbediente, Gutsbesitzer, Ökonomiebeamte und Magisträte. Mit Rücksicht auf die wechselseitigen Beziehungen des Waldbaus zum Feldbau (Guía completa del tratamiento, uso y valoración de los bosques. Manual para Forestadores, terratenientes, funcionarios y magistrados ecónomos. En consideración de las relaciones mutuas de los cultivos del campo de la gestión forestal), 2 tomos, 1820/1821
- Grundsätze der Forstwirthschaft in Bezug auf Nationalökonomie und die Staats-Finanzwissenschaft (Principios de Silvicultuta en relación con la economía política y las finanzas estatales), 2 tomos, 1822/1824
- Die Behandlung und Schätzung des Mittelwaldes (Tratamiento y valoración de los recursos forestales). Züllichau 1824

- Über Insectenschaden in den Wäldern, die Mittel ihm vorzubeugen und seine Nachtheile zu vermindern (Acerca de Insectos del bosque, para evitar de ellos y los medios para reducir sus desventajas), Berlín 1827

- Anleitung zur Ablösung der Wald-Servituten sowie zur Theilung und Zusammenlegung gemeinschaftlicher Wälder, mit besonderer Rücksicht auf die Preußische Gesetzgebung (Instrucciones para la sustitución de las servidumbres de los bosques y de la división y la consolidación de los bosques de la Comunidad, con especial referencia a la ley prusiana,) Berlín 1828 (reimpreso en 1844 y en 1854)
- Das forstliche Verhalten der Waldbäume und ihre Erziehung, 1829 (reimpreso en 1839 y en 1854)
- Neue vollständige Anleitung zur Behandlung, Benutzung und Schätzung der Forsten. Ein Handbuch für Forstbesitzer und Forstbeamte, 5 tomos, Berlin 1830ff
- Forstschutz und Forstpolizeilehre, 1831 (reimpreso en 1845)
- Forstbenutzung und Forsttechnologie, 1831 (reimpreso en 1845 y en 1858)
- Kurze Anweisung zur Jagdwissenschaft für Gutsbesitzer und Forstliebhaber, 1831
- Die Forstwirthschaft nach rein praktischer Ansicht. Ein Handbuch für Privatforstbesitzer, Verwalter und insbesondere für Forstlehrlinge, 1831 (reimpreso en 1839, 1843, 1851, 1857, y en 1870)
- Die Forsttaxation, 1833 (reimpreso en 1843 y en 1858)
- Die Forstpolizeigesetze Deutschlands und Frankreichs nach ihren Grundsätzen, mit besonderer Rücksicht auf eine neue Forstpolizeigesetzgebung Preußens. Für Forstmänner, Kameralisten und Landstände, Berlín 1834

- Anleitung zur Feststellung der vom Forstgrunde zu erhebenden Grundsteuer. Für Forstmänner, Staatswirthe und Steuerbeamte, Leipzig 1835

- Die Forstgeschichte Preußens bis zum Jahre 1806 (La historia forestal de Prusia hasta 1806), Leipzig 1839; reimpreso en 2009 Verlag Kessel ISBN 978-3-941300-21-7, enlace:  (enlace roto disponible en Internet Archive; véase el historial, la primera versión y la última).
- Vollständige Anweisung zur Jagdverwaltung und Jagdbenutzung mit Rücksicht auf eine zweckmäßige Jagdpolizeigesetzgebung. Ein Handbuch für Jagdbesitzer (Completa declaración de caza y el uso de gestión de la caza con respecto a cualquier legislación policial de caza. Un manual de caza para propietarios), Leipzig 1848
- Anleitung zur Ausführung des Jagdpolizeigesetzes für Preußen vom 7. März 1850, 1850
- Die deutsche Holzzucht, begründet auf die Eigenthümlichkeit der Forsthölzer und ihr Verhalten zu den verschiedenen Standorten, 1860 (póstumamente publicados por su hijo Erich Arnold Ottomar Pfeil)

### Redacciones
- Kritische Blätter für Forst- und Jagdwissenschaft in Verbindung mit mehreren Forstmännern und Gelehrten (Hojas críticas para Ciencias Forestales y Caza, en relación con la silvicultura y los hombres sabios). Leipzig 1822–1859

- La abreviatura «Pfeil» se emplea para indicar a Friedrich Wilhelm Leopold Pfeil como autoridad en la descripción y clasificación científica de los vegetales.[6]